# Sant Joan Evangelista de Banyuls de la Marenda

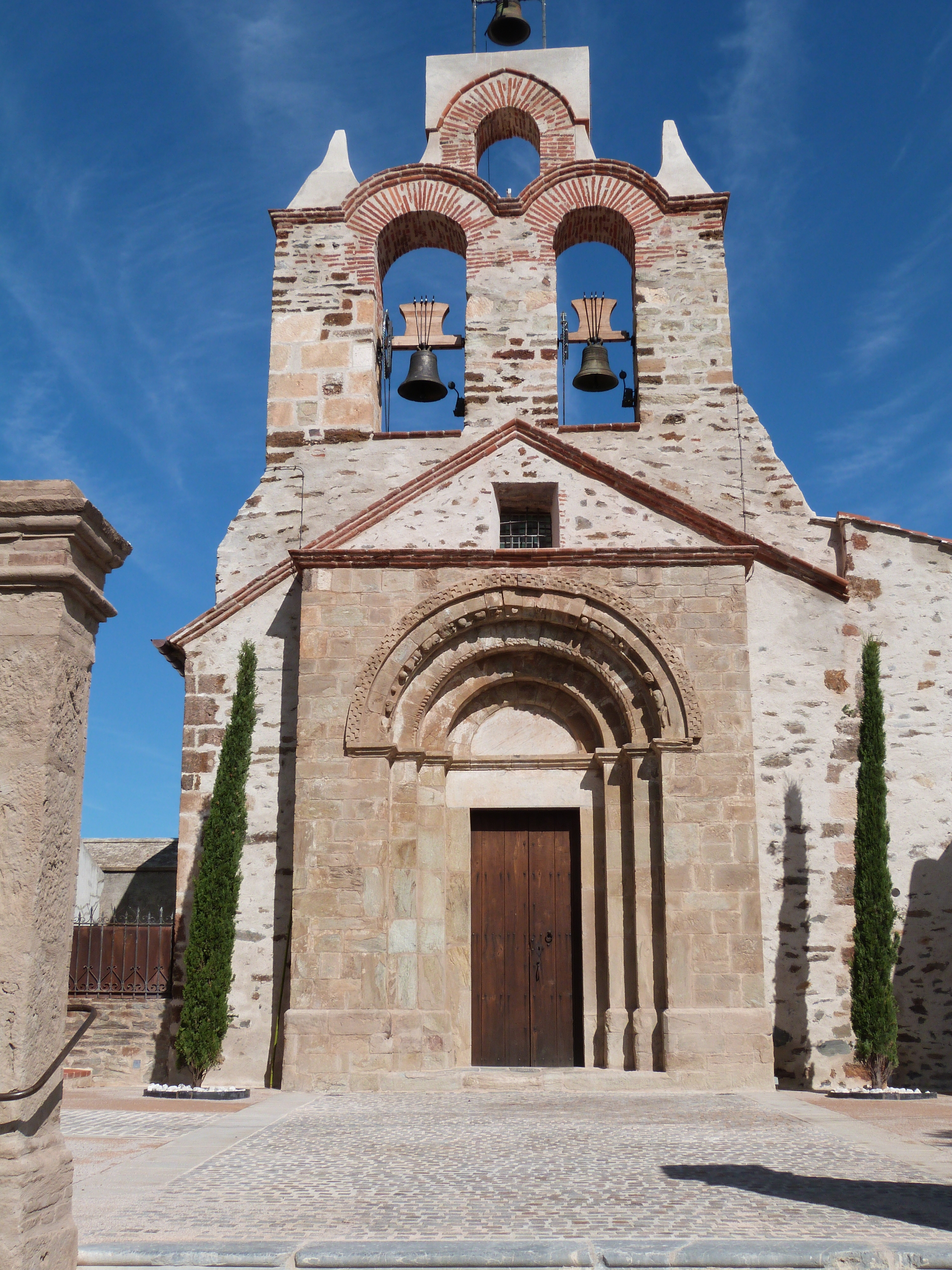
Façana principal, a ponent

Sant Joan Evangelista de Banyuls de la Marenda és l'antiga església parroquial del poble de Banyuls de la Marenda, a la comarca del Rosselló (Catalunya Nord).
Està situada en el Cementiri Vell del poble de Banyuls de la Marenda, al sud-oest de l'actual centre del poble.

## Història
Esmentada per primer cop el 1135, en una donació d'un alou en el seu territori fet pel comte de Rosselló, Gausfred III, al monestir de Sant Quirc de Colera. És l'antiga església parroquial de Banyuls de la Marenda.

## L'edifici

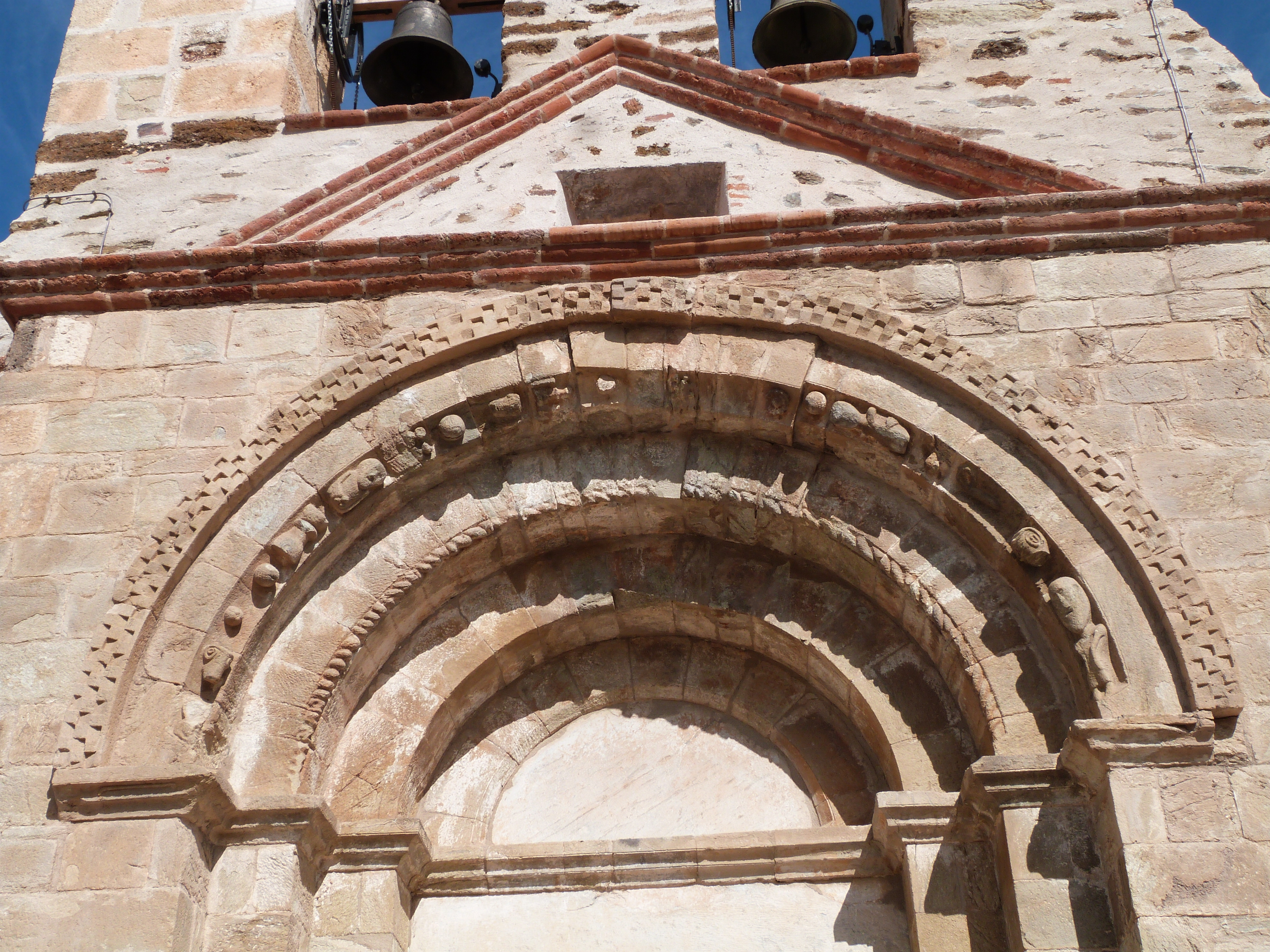
Detall de la portalada

L'església actual té dues naus. La primitiva, al costat nord, capçada amb absis semicircular, és coberta amb volta seguida apuntada, sobre tres arcades de mig punt per banda, en els murs laterals. La volta de l'absis és una mica més baixa, té forma ametllada, i s'uneix a la nau per un arc apuntat. La porta d'entrada és a ponent, i forma un cos sobresortint de la nau. Consta de quatre arcs en degradació, llinda i timpà amb decoració esculpida. Un frontó culmina el cos de la porta, amb una finestra quadrada al centre, afegida al segle xviii o XIX.
Una petita espadanya de dos pilars, possiblement l'original, és damunt del cim de l'absis, mentre que a ponent hi ha un altre campanar d'espadanya, més gran, damunt de la façana occidental. A l'absis es conserven dues finestres de doble esqueixada, una enfocada a llevant i l'altra a migdia. A l'exterior, l'absis presenta un primer nivell amb quatre lesenes, que queden interrompudes just a la meitat de la paret, sota de l'ampit de les finestres. Algunes publicacions consideren que són contraforts. L'aparell del mur de l'absis és generalment de pedruscall ben disposat, mentre que aquestes lesenes o contraforts i el fris que les uneix és de carreus ben tallats.
L'interior del temple és totalment encalcinat, però permet de veure que els arcs laterals i el presbiterial són fets de dovelles i carreus de mida mitjana de pedra rogenca, ben escairats.
[
La portalada destaca, dins del conjunt. Tota la façana on es troba és feta de carreus ben tallats, mentre que a la resta l'arrebossat existent, probablement des de l'origen, amagava la pedra menuda de què eren fets la resta de murs. El conjunt es pot datar al segle xii.
La segona nau, al costat de migdia, es considera que fou aixecada el segle xviii, possiblement en la reforma documentada el 1736. Ara bé, una anàlisi acurada del seu sistema constructiu fa dubtar de la seva antiguitat, atès que en alguns llocs es veuen fragments d'opus spicatum, que farien pensar que potser aquesta nau afegida va aprofitar els basaments i alguns paraments d'una construcció força més antiga.
La portalada esculpida té una factura bastant tosca i senzilla. La seva decoració remet d'una banda a les llindes de Sant Genís de Fontanes i Sant Andreu de Sureda, i, de l'altra, a algunes portades esculpides de la Cerdanya (Olopte, Saga), l'Alt Empordà (Sant Martí de Maçanet de Cabrenys) o la Vall d'Aran.